# Amminoacido limitante
Nella scienza della nutrizione, per amminoacido limitante o fattore limitante si intende l'amminoacido presente nel profilo amminoacidico di un alimento che è in deficit o in carenza rispetto all'equilibrio o la proporzione di amminoacidi presa come riferimento, cioè le proteine dell'uovo intero o con il guscio .

## Definizione
Secondo la classificazione tradizionale, le proteine alimentari sono classificabili come nobili e non nobili in base alla conformazione del profilo amminoacidico e quindi alla presenza nelle giuste quantità di tutti gli amminoacidi essenziali (EAA). Gli otto amminoacidi essenziali sono così chiamati perché non possono essere sintetizzati dal corpo, ma devono essere ricavati tramite le proteine alimentari al contrario dei restanti dodici, i quali hanno la possibilità di essere sintetizzati per via endogena. Gli amminoacidi essenziali sono:
- Isoleucina
- Leucina
- Lisina
- Metionina
- Fenilalanina
- Treonina
- Triptofano
- Valina

L'amminoacido limitante è quell'amminoacido tra gli essenziali la cui quantità condiziona la possibilità di sintesi di nuove proteine. Sono considerati amminoacidi limitanti solo quelli che presentano una differenza di almeno il 30% rispetto alla proteina di riferimento. Quando la differenza raggiunge il 50%, il deficit incide pesantemente sulla qualità nutrizionale della proteina. In altri termini, il fattore che determina la qualità della proteina alimentare è l'amminoacido di cui si osserva il maggiore deficit rispetto al riferimento, il quale viene denominato fattore limitante primario. L'amminoacido limitante è quello in cui il deficit è maggiore, in rapporto agli altri amminoacidi presenti in un grammo di una data proteina, rispetto ad un grammo di proteina standard o di riferimento, quale viene considerata quella dell'uovo. Dalla mancanza relativa dell'amminoacido limitante si misura la qualità di una proteina. Si sostiene che tutti gli amminoacidi necessari siano presenti in contemporanea per poter garantire il processo di sintesi della proteina corporea richiesta (sintesi proteica o proteosintesi).

## Indici di qualità delle proteine
- Valore Biologico (VB)
- Punteggio chimico
- Tasso di efficienza della proteina (PER)
- Net Protein Utilization (NPU)
- Rapporto proteico netto (NPR)
- Punteggio degli amminoacidi corretto per la digeribilità (PDCAAS)